# Isla Pacheco
Isla Pacheco är en ö i Chile.   Den ligger i regionen Región de Magallanes y de la Antártica Chilena, i den södra delen av landet, 2 100 km söder om huvudstaden Santiago de Chile. Arean är 157 kvadratkilometer.
Terrängen på Isla Pacheco är kuperad. Öns högsta punkt är 648 meter över havet.